# Американский булли
Америка́нский бу́лли (англ. American Bully) — селектированная в США порода собак-компаньонов. Порода получила признание Объединённым клубом собаководов 15 июля 2013 года. Порода была впервые зарегистрирована Американским Булли клубом собаководов (ABKC) в 2004 году.
Особенностью породы является наличие нескольких фенотипов, различающихся ростом. Таким образом, Американский Булли одновременно классифицируется как мелкая и как крупная порода, которая впоследствии была разделена на четыре категории; Карманные, Стандартные, Классические и XL.

## История
Порода сформировалась в Соединённых Штатах в период с 1980 по 1990 год. Американский булли селектировался на основе американских стаффордширских терьеров и американских питбультерьеров, также в родстве породы находятся бульдоги. 
В то время как некоторые из питомников-учредителей, а именно владелец Razor’s Edge Дейв Уилсон, подтвердили, что они использовали только две первые вышеупомянутые породы для производства желаемых собак, другие питомники, работавшие над породой, признают, что по крайней мере пять других пород использовались для достижения более крупного размера и крепкого телосложения. Считается, что использованные при создании булли породы собак — американский бульдог, английский бульдог, староанглийский бульдог, бульдог, стаффордширский бультерьер и французский бульдог.
Согласно ABKC, изначальной целью создателей породы было получить собаку с мягким характером, подходящую для содержания в семьях с детьми, при этом сохранив «брутальные» черты бультерьеров и американских стаффордширских терьеров. Масса и тяжёлая кость были приоритетным признаком, чтобы обеспечить такой вид.
В первые годы существования породы многие из этих собак были зарегистрированы как питбуль, что вызвало проблемы в дальнейшем с идентификацией породы.

## Общее описание
Булли представляет собой собаку с крепким атлетическим телосложением. Производит впечатление накачанной, коренастой, очень сильно обмускуленной собаки. Для них характерны несколько гротескные «кубические» формы головы и очень мощная шея. Половой диморфизм заметно выражен, зачастую масса сук меньше массы кобелей.
Движения собак мощные, с сильным толчком и хорошим балансом собаки на рыси.
Голова большая, с чётким рельефом, имеет характерное геометрическое строение. Переход от лба к морде чётко выражен, угол между линией переносицы и мордой приближен к прямому. Линии лба и морды параллельны. Лоб широкий, с выраженным мышечным рельефом. Скулы очень сильно развиты. Черепные швы хорошо прощупываются. Прикус ножницеобразный, при этом перекус не желателен. Мочка носа крупная, но не рельефная. Ноздри широкие. Губы плотно прилегают, брыли сухие, неотвисшие.
Глаза среднего размера, посажены умеренно глубоко, расстояние между глазами большое. Форма глаз треугольная или миндалевидная, при разведении/селекции круглые или выпуклые глаза нежелательны. Веки прилегают плотно.
Окрас мочки носа, губ и век гармоничен с общим окрасом собаки.
Уши высоко поставлены, небольшие, полустоячие или чуть опущенные. Допустимо купирование.
Шея очень мускулистая, широкая, с выраженным загривком. Визуально шея булли воспринимается более широкой, чем голова. Складчатость кожи нежелательна.
Корпус чуть растянутый, объёмный. Собака производит впечатление коренастой и накачанной. Спина образует прямую линию с лёгким наклоном к крупу. Сам круп также слегка наклонный, имеет округлую форму, мускулатура на нём сильно развита.
Грудь очень широкая, глубокая, рёбра имеют бочкообразную форму, что придаёт ощущение, что спереди собака очень широкая. Переход от рёбер к животу невыражен.
Хвост посажен низко, средней длины, нетолстый. Он не должен закидываться на спину или закручиваться.
Передние конечности параллельны друг другу, с плотно прижатым к корпусу локтём. Рельеф мышц хорошо выражен. Запястья широкие.
Задние конечности чуть вынесены из-под корпуса, бедро короткое относительно лапы и сильно обмускуленное, имеет выраженный объём.
Скакательный сустав хорошо выражен. Лапы округлые, с короткими пальцами и толстыми подушечками.
Шерсть короткая, гладкая, без подшёрстка.
Окрас любой, но при разведении/селекции не допускаются альбинизм и генетически обусловленный мерль, являющиеся внешними маркерами наличия негативных генетических мутаций.

## Внутрипородные типы
Внутри ABKC (American Bully Kennel Club) выделяют четыре внутрипородных типа булли. Предполагается, что, несмотря на различия в размере, все четыре типа должны соответствовать единому стандарту (кроме роста). По росту же они подразделяются на четыре типа:
- Стандарт: высота в холке от 43 до 51 см[9];
- «Карманный» формат (pocket bully): рост в холке менее 43 см[10];
- XL: рост в холке от 51 см до 57 см[11];
- Классический: рост в холке от 43 до 51 см, но сложение собаки легче стандартного типа для этой породы и более близко к сложению стаффордширских терьеров[8].

Рост является единственным основным отличием типов породы, что не позволяет говорить о выделении их в четыре отдельных породы, речь идёт именно о признании одной породы с несколькими типами. Определение типа, к которому будет относиться собака, возможно только по достижении собакой возраста 9 месяцев, так как в одном помёте могут родиться как более крупные, так и более мелкие особи.
Вязки рекомендуются только между представителям одного типа, изредка допускаются между представителями ближайших ростовых разновидностей. Не допускаются вязки собак с большой разницей в росте.
В Великобритании XL разновидность запрещена в 2023 году из-за участившихся нападений собак на людей. Причина появления большого количества агрессивных XL булли заключается в том, что сразу несколько британских заводчиков сконцентрировались на разведении агрессивных особей.